# Lista de escolas de samba de Santa Catarina
Esta é uma lista de escolas de samba de Santa Catarina. A lista refere-se as cidades onde ocorrem desfiles.

## Florianópolis
A organização local é feita pela LIESF - Liga das Escolas de Samba de Florianópolis.
- Acadêmicos do Sul da Ilha
- Amocart
- Amigos do Bom Viver
- A Nossa Turma
- Consulado
- Embaixada Copa Lord
- Dascuia
- Filhos da Lua
- Futsamba Josefense
- Império Vermelho e Branco
- Jardim das Palmeiras
- Imperadores de Jurerê
- Nação Guarani
- Os Protegidos da Princesa
- Unidos da Coloninha
- União da Ilha da Magia
- Unidos do Morro do Céu

Balneário Camboriú
- Império do Município[1]

## Biguaçu
- Bloco Amigos do Bom Viver[2]
- Bloco Comunidade da Praia João Rosa[2]
- Bloco Mocidade Unida do Carandaí[2]
- Mocidade do Samba[3]
- Pradense Nossas Raízes[3]
- Bloco Unidos do Rio Caveiras[2]

## Chapecó
- Mocidade Independente Maria Goretti[4]
- Norinha [carece de fontes?]

## Criciúma
- G.R.E.S. Imperatriz Bellunense
- S.R.E.S. Império Mineiro
- escola de samba Rosa de Maio
- escola de samba Unidos do Bairro Santo Antônio
- escola de samba Protegidos de São Francisco
- escola de samba  Vila Izabel
- escola de samba amizade
- BLOCOS CARNANVALESCOS
- bloco carnanvalesco palmeirinhas
- bloco etnico iakekere
- bloco carnavalesco liberdade
- bloco carnavalesco nova esperança
- bloco carnavalesco isórnia
- bloco carnavalesco trevo de ouro

## Concórdia
- Império Guerreiro[5]
- Matriz do Samba[5]
- Unidos da Alegria[5]

## Curitibanos
- Acadêmicos Jacaré da Serra

## Jaraguá do Sul
- Em Cima da Hora
- Despertar do Amanhã
- Império da Fênix
- Verde e Rosa

## Joinville
- Acadêmicos do Serrinha[6]
- Caldeirão do Samba[6]
- Diversidade[6]
- Fusão do Samba[6]
- Príncipe do Samba[6]
- Dragões do Samba

## Joaçaba
A organização local é feita pela LIESJHO - Liga Independente das Escolas de Samba de Joaçaba e Herval do Oeste.
- Acadêmicos do Grande Vale
- Aliança
- Dragões do Grande Vale
- Unidos do Herval
- Vale Samba

## Itá
- Foliões do Lago[7]
- Inocentes[7]
- Kizomba[7]

## Itajaí
- Família[8]
- Imperador[8]
- Michel Curru[8]
- Unidos da Loca[8]

## Navegantes
A organização local é feita pela LIEN – Liga das Escolas de Samba e Blocos Carnavalescos de Navegantes.
- Acadêmicos do Litoral
- Império Navegantino
- D'amizade
- Cara e Coragem
- Acadêmicos do São Domingos
- Unidos do Amanhã

Blocos
- Bebezão
- Estrelinha do Mar
- Lambarulho
- Pau Doce
- Baile Azul e Branco
- Enterro da Tristeza
- Navegay

## Lages
- 7 de Setembro[9]
- Acadêmicos da Brusque[9]
- Princesa Isabel[9]
- Protegidos de São Carlos[9]
- Unidos da Vila[9]
- Unidos do Ritmo Castro Alves[9]

## Laguna
- Brinca Quem Pode[10]
- Mocidade Independente[10]
- Os Democratas[10][11]
- Vila Isabel[10]
- Xavantes[10]

## Palhoça
- Palhoça Terra Querida

## Santo Amaro da Imperatriz
- Império de Santana
- Unidos da Imperatriz[carece de fontes?]
- Vale das Termas[12]

## São Francisco do Sul
- Amigos da Ilha[13]
- Imperadores do Samba[13]
- Mocidade Independente da Água Branca[13]
- Unidos do Paulas[13]

## Tubarão
- Acadêmicos do Fábio Silva[14]
- Alegria do Morro[14]
- Da Kota[14]
- Protegidos do Samba[14]
- Unidos da Ponte[14]
- Unidos da Toca[14]